# 엑소좀 복합체

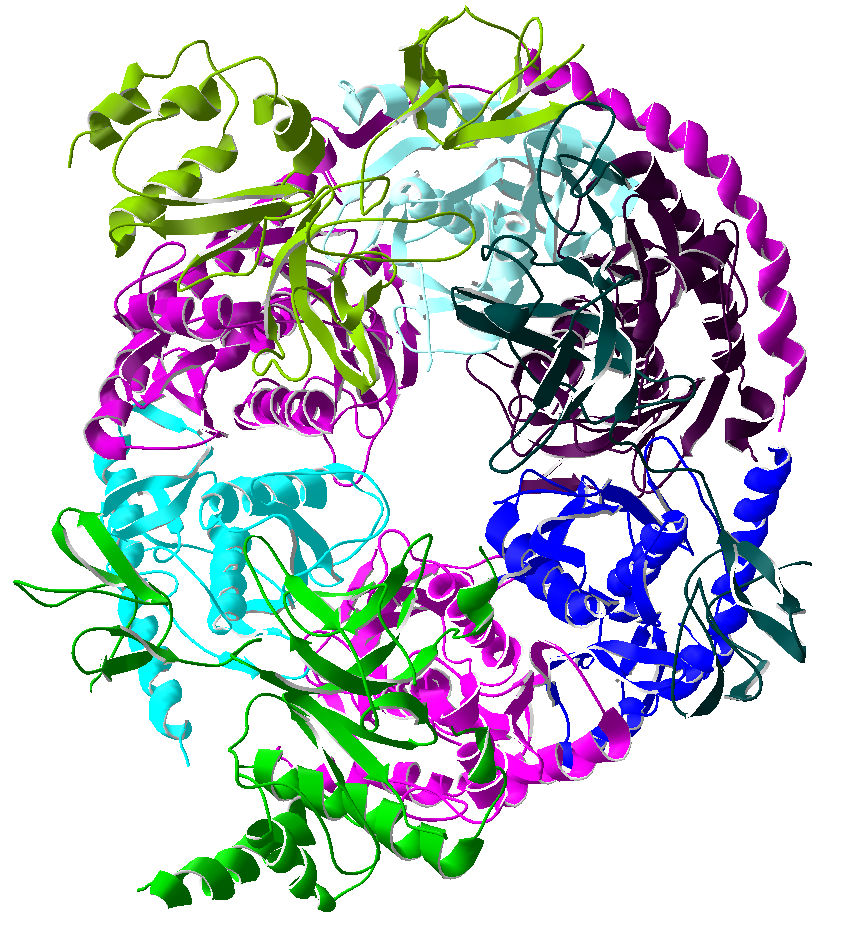
인간 엑소좀 복합체의 리본 뷰

엑소좀 복합체(Exosome complex) 또는 PM/Scl 복합체, 엑소좀은 다양한 유형의 RNA(리보핵산) 분자를 분해할 수 있는 다중 단백질 세포내 복합체이다. 엑소좀 복합체는 진핵 세포와 고세균 모두에서 발견되는 반면, 박테리아에서는 디그라도솜(degradosome)이라고 불리는 더 단순한 복합체가 유사한 기능을 수행한다.
엑소좀의 핵심에는 다른 단백질이 부착된 6원 고리 구조가 포함되어 있다. 진핵 세포에서 엑소좀 복합체는 세포질, 핵, 특히 핵소체에 존재하지만, 다양한 단백질이 이러한 구획에서 엑소좀 복합체와 상호작용하여 세포 구획에 특이적인 기질에 대한 복합체의 RNA 분해 활성을 조절한다. 엑소좀의 기질에는 메신저 RNA, 리보솜 RNA 및 여러 종의 작은 RNA가 포함된다. 엑소좀은 엑소리보핵산 분해 기능을 가지고 있는데, 이는 한쪽 끝(이 경우 3' 끝)에서 시작하여 RNA를 분해한다는 것을 의미하며, 진핵생물의 경우 엔도리보핵산 분해 기능도 있어 분자 내의 부위에서 RNA를 절단한다는 의미이다.

## 같이 보기
- 프로테아좀